# Август 2013 года

Список событий августа 2013 года.

## События
- 1 августа
  - В РФ вступил в силу «Антипиратский закон»[1].
  - В Беларуси началось отключение аналогового телевещания[2].
  - Эдвард Сноуден получил временное убежище в России сроком на 1 год[3].
  - Премьер-министр Тувалу Вилли Телави отстранён от власти генерал-губернатором. Исполняющим обязанности премьер-министра назначен Энеле Сапоага[4].
- 2 августа
  - Сенат США утвердил кандидатуру Саманты Пауэр на должность постоянного представителя страны при Организации объединённых наций[5].
- 3 августа
  - Вступил в должность президент Ирана Хасан Рухани[6].
- 4 августа
  - Закончился чемпионат мира по водным видам спорта в Барселоне, российская команда заняла третье место в общем зачёте и взяла все золотые медали в синхронном плавании[7].
  - США приостановили работу ряда своих посольств из-за неназванной угрозы жизни работникам дипмиссий, для 19 посольств приостановка работы была продлена до 10 августа[8].
  - Пограничные регионы Афганистана и Пакистана подверглись затоплению из-за ливней. Больше 160 человек погибли в результате наводнения, несколько тысяч людей остались без крова[9].
- 5 августа
  - XX чемпионат мира по бадминтону стартовал в Гуанчжоу, КНР[10].
  - Турецкий суд приговорил к пожизненному заключению бывшего начальника генштаба генерала Илкера Башбуга за участие в заговоре с целью свержения исламистского правительства Реджепа Тайипа Эрдогана[11].
  - По сообщению независимых туркменских сайтов, из программы туркменских школ исключено изучение «Рухнамы» — литературного произведения Сапармурата Ниязова[12].
  - Премьер-министром Тувалу стал Энеле Сапоага[13].
- 6 августа
  - Председатель тунисской Национальной учредительной ассамблеи Мустафа бен Джаафар приостановил её работу «в интересах Туниса»[14]..
- 7 августа
  - В аэропорту Найроби произошёл сильный пожар. Жертв нет[15].
- 10 августа
  - В Москве стартовал XIV чемпионат мира по лёгкой атлетике[16].
- 11 августа
  - Второй тур президентских выборов в Мали[17]. Победу одержал Ибрагим Бубакар Кейта[18].
- 12 августа
  - Румыния осудила призыв к войне за Трансильванию лидера националистической партии Венгрии Воны Габора[19].
- 13 августа
  - Около 70 человек погибли в результате наводнения в Судане, более 150 тысяч лишилось крова[20].
  - Елена Исинбаева выиграла золотую медаль в прыжках с шестом на чемпионате мира по лёгкой атлетике в Москве[21].
- 14 августа
  - У причала в индийском городе Мумбаи взорвалась и затонула подводная лодка «Синдуракшак», 18 человек погибли[22].
  - 421 человек погиб во время беспорядков в Египте, число пострадавших превысило 3500 человек[23].
  - При посадке в аэропорту Бирмингема, Алабама, произошла катастрофа грузового самолёта Airbus A300B4-600F компании UPS Airlines, погибли 2 человека.
- 15 августа
  - В бейрутском районе Дахия, расположенном на юге столицы Ливана, произошёл теракт; около 22 человек погибли, десятки ранены[24].
  - Премьер-министр Турции Тайип Эрдоган призвал срочно созвать заседание Совета безопасности ООН в связи с событиями в Египте, где число погибших в связи с беспорядками перевалило за 600[25].
  - Орасио Картес вступил в должность президента Парагвая[26].
- 16 августа
  - По меньшей мере 26 человек погибли и более двухсот пропали без вести в результате столкновения пассажирского парома «Томас Акинас» с грузовым судном «Сульписио Экспресс 7» вблизи порта Себу в центральной части Филиппинских островов. После столкновения паром затонул, были спасены около 600 человек[27].
  - В Египте прошёл «День гнева», число погибших превысило 50 человек, сотни ранены[28].
- 17 августа
  - В Москве полиция задержала за проведение несанкционированной акции последователей Летающего макаронного монстра[29].
  - В Омске на реке Иртыш судовой катер столкнулся с баржей. Погибли 6 человек, 47 пострадали[30].
- 18 августа
  - Послы Израиля в США и странах ЕС выступили за поддержку нынешнего египетского руководства[31].
- 19 августа
  - Астрономы Массачусетского технологического института обнаружили экзопланету, одну из самых «быстрых» известных планет земной массы, которая делает полный оборот вокруг своей звезды за 8,5 часов. Планета была названа Kepler 78b[32].
- 20 августа
  - Депутаты чешского парламента впервые в истории проголосовали за самороспуск, а также за проведение в стране досрочных парламентских выборов[33].
- 21 августа
  - Суд Египта постановил освободить бывшего президента Хосни Мубарака из тюрьмы[34].
  - Военный суд США приговорил информатора Wikileaks 25-летнего рядового американской армии Брэдли Мэннинга к 35 годам тюремного заключения[35].
- 23 августа
  - В США начал вещание телеканал Al-Jazeera America[36].
  - В Триполи прогремели два мощных взрыва: 42 человека погибли, более 450 получили ранения[37].
  - Стремительное падение курса индийской рупии — был побит исторический минимум в 63 рупии за доллар. В дальнейшем падение продолжилось, что нанесло удар по позициям правящей партии «Индийский национальный конгресс»[38].
- 24 августа
  - Более 100 человек погибли в результате наводнения в КНР[39].
- 25 августа
  - В южнокорейском городе Чхунджу стартовал чемпионат мира по академической гребле[40].
  - В результате применения химического оружия в Сирии погибло около 400 человек[41].
- 26 августа
  - В бразильском городе Рио-де-Жанейро стартовал XXVIII чемпионат мира по дзюдо[42].
  - В Минске задержан Владислав Баумгертнер, глава «Уралкалия» — крупнейшего производителя калийных удобрений[43].
- 27 августа
  - В Дуйсбурге стартовал чемпионат мира по гребле на байдарках и каноэ[44].
  - В Киеве стартовал чемпионат мира по художественной гимнастике[45].
  - На волне оптимизма инвесторов капитализация автопроизводителя Tesla Motors достигла $20 млрд долларов, опередив по рыночной стоимости такие концерны, как Suzuki Motor, Mazda Motor и Fiat[46].
  - Начался авиасалон МАКС 2013 в Жуковском, на котором был побит рекорд посещаемости — пришло более 150000 зрителей[47].
- 28 августа
  - В Массачусетском технологическом институте разработали 110-ядерный процессор для мобильных устройств[48].
  - Совет безопасности ООН начал совещание по ситуации в Сирии[49].
  - Открылся 70-й Венецианский кинофестиваль[50].
  - Президент Чехии Милош Земан подписал указ о роспуске Палаты депутатов парламента Чехии и назначил дату досрочных парламентских выборов[51].
- 30 августа
  - Власти Чеченской Республики сняли с конкурса «Россия 10» мечеть Сердце Чечни из-за того, что часть голосов, отданных за объект, не была учтена[52].
  - C космодрома Куру (Французская Гвиана) запущен первый искусственный спутник Земли Катара «Сухейль-1»[53].
  - Госдеп США, не дожидаясь итогов расследования группы инспекторов ООН, обнародовал данные разведки, свидетельствующие о вине правительственных сил в использовании химического оружия под Дамаском. Президент США заявил о «неспособности» Совета Безопасности ООН принять меры в отношении Сирии и не исключил использования силы против Сирии в ограниченных масштабах[54].
- 31 августа
  - Президент России освободил Виктора Ишаева от должности полномочного представителя президента в Дальневосточном федеральном округе, новым представителем назначен Юрий Трутнев[55].
  - На премьер-министра Йемена Мохаммеда Басиндву совершено покушение, неизвестные обстреляли кортеж премьер-министра в йеменской столице Сане[56].